# Ascotaiwania lignicola
Ascotaiwania lignicola är en svampart som beskrevs av Sivan. & H.S. Chang 1992. Ascotaiwania lignicola ingår i släktet Ascotaiwania, ordningen Sordariales, klassen Sordariomycetes, divisionen sporsäcksvampar och riket svampar.   Inga underarter finns listade i Catalogue of Life.